# Takeda Kanryūsai
Takeda Kanryūsai est un nom japonais traditionnel ; le nom de famille (ou le nom d'école), Takeda, précède donc le prénom (ou le nom d'artiste).
Takeda Kanryūsai (武田 観柳斎, 1830-22 juin 1867) est un samouraï, capitaine de la 5e unité du Shinsen gumi, force de police spéciale du shogunat Tokugawa.

## Contexte
Takeda Kanryūsai naît dans une famille de samouraïs à la fin de l'époque d'Edo sous le nom de « Fukuda Hiroshi » dans la province d'Izumo (moderne préfecture de Shimane) de la région de Chūgoku. Il se dit que Takeda veut devenir médecin dans sa jeunesse. Cependant, il quitte son clan pour étudier le style Koushū nagamuna de stratégie militaire à Edo. Il y devient proche de la fameuse famille Takeda qui l'adopte avec le nom « Takeda Kanryūsai ». Cette branche du clan Takeda est vassale héréditaire d'Aizu, bien que Takeda Kūnsai est un militant anti-bakufu bien connu, impliqué dans le Tengu-tū.
On sait peu de choses de la vie de Takeda Kanryūsai avant qu'il ne rejoigne le Shinsen gumi, mais il est probablement étudiant en médecine. Son style d'épée est vraisemblablement de l'école Hokushin Ittō-ryū, bien qu'il ne semble pas avoir été très habile. Il est proche de l'influent loyaliste Hirano Kuniomi. Cependant, il est trop ouvertement partisan du Sonnō jōi et arrêté. Il s'évade de prison en 1863 et s'enfuit de Kyoto pour rejoindre les Shinsen gumi.

## Époque duShinsen gumi
D'une manière ou d'une autre, Takeda Kanryūsai fait la connaissance de Kondō Isami à Edo et rejoint son groupe au début de l'hiver de 1863 ou 1864, à l'âge de 30 ans. Il est nommé à un poste de gestion comme assistant fukuchou sur la base de ses capacités en matière de stratégie militaire. Dans cette fonction, il s'attire les bonnes grâces de Kondō grâce à ses médiocres flatteries et se fait mépriser par la plupart des autres membres.
Takeda est chargé d'aider à l'arrestation de Furutaka Shuntaro (également connu sous le nom Masuya Kiemon), ce qui conduit à l'affaire Ikedaya. Il est membre du groupe de Kondō et aide à sécuriser le périmètre du ryokan Ikedaya. Takeda participe à la bataille à l'intérieur de l'auberge après l'arrivée du groupe de Hijikata ; le plafond s'effondre et un rōnin du domaine de Tosa est tué. Il reçoit un bonus de 20 ryō pour bravoure au combat. Peu de temps après, il est envoyé comme officier sur le site de l'incident du restaurant Akebono, dans lequel un vassal d'Aizu a tué accidentellement un vassal de Nagato.
Lorsque Nagakura Shinpachi et d'autres pétitionnent auprès du clan Aizu en raison de la direction prétendument despotique de Kondō, Takeda s'efforce de servir de médiateur entre les deux parties. Après cela, il se tourne vers les affaires militaires telles que l'augmentation des rangs du Shinsen gumi. En septembre, il accompagne Kondō à Edo comme secrétaire particulier et en novembre se rend à Nagato comme conseiller militaire. Il surclasse le conseiller militaire Ito Kashitaro à l'époque. Toutefois, les membres du Shinsen gumi commencent à adopter des techniques militaires plus occidentales basées sur l'armée française au moment de l'enrôlement d'Ito Kashitaro, ce qui rend le style koushū de Takeda obsolète. Toutefois, une habile sollicitation auprès de Kondō vaut à Takeda la position de capitaine de la 5e unité en 1865. Il enseigne aussi la stratégie et la tactique.
Mais l'excellence d'Ito Kashitaro relativement aux humanités et aux arts martiaux ne passe pas inaperçue aux yeux de Kondō, quelle que soit l'amitié qu'il porte à Takeda. Celui-ci est exclu d'un voyage d'affaires à Hiroshima en 1866 en faveur de l'autre conseiller militaire. En désespoir de cause, il se cherche n'importe quel allié.

## Décès
Takeda approche Ito avec l'idée de former un parti distinct au sein du Shinsen gumi, mais Ito refuse de faire cela en 1867. Même sans le soutien d'Ito, l'ambitieuse intention de Takeda est de quitter le Shinsen gumi, de contacter le domaine de Satsuma et de créer un nouveau mouvement pour renverser le shogun. Alors qu'il a été jusque-là fidèle à Kondō, la rumeur veut qu'une grosse somme d'argent lui est proposée pour qu'il déserte. Il obtient la permission de quitter le Shinsen gumi et de revenir à Izumo ; cependant, le vaste réseau d'informateurs du Shinsen gumi découvre ses communications secrètes avec Satsuma.
Il existe des récits contradictoires sur la date et la façon dont Takeda a été tué. La première veut qu'il a été assassiné le 28e jour du neuvième mois de l'ère Keiō 2 (5 novembre 1866) sur son chemin de retour d'Izumo. Il traverse le pont Zenitori de la grande route de Taketa à Fushimi lorsqu'il se trouve en face de Saitō Hajime et Shinohara Tainoshin. Saitō Hajime est souvent crédité de la mise à mort, bien que Shinohara passe pour être le véritable assassin. L'autre histoire prétend qu'il n'a pas été assassiné avant le 22e jour du sixième mois de l'ère Keiō 3 (23 juillet 1867), le long de cette grande route sur le chemin du retour d'une fête d'adieu organisée par Kondō Isami. Il a obtenu l'autorisation de partir mais le Shinsen gumi complote secrètement contre lui. Il peut aussi avoir tenté de rejoindre le groupe d'Ito Kashitaro à ce moment mais il en est rejeté. Il a ensuite l'intention de rejoindre Satsuma. Saito, et parfois Shinohara, sont généralement crédités dans cette version de l'assassinat, mais ils ont tous deux quitté le Shinsen gumi des mois plus tôt pour rejoindre le groupe d'Ito. Il y a beaucoup de confusion non résolue pour savoir quand exactement Takeda a quitté le Shinsen gumi et quand sa trahison a été découverte. La date de 1867 est la plus largement utilisée.

## Caractère
Takeda est un grand homme aux cheveux courts, connu pour être sévère avec ses subordonnés qu'il semble vouloir réduire aux larmes et servile auprès de ses supérieurs. Takeda passe également pour être homosexuel. L'homosexualité est déconseillée dans le Shinsen gumi pour les violents triangles amoureux qu'il génère souvent. Takeda n'a pas de liaisons connues avec les femmes et plusieurs recrues apparemment se plaignent de harcèlement. Le romancier Kan Shimozawa écrit dans son Shinsen gumi monogatari que Takeda harcèle un jeune et beau garçon, Umagoe Saburō, mais que ce dernier le rejette et fait appel à Hijikata. Il est arrivé aussi qu'Umagoe voie Takeda quitter le domaine Satsuma et le signale à Kondō. Cependant, comme Umagoe quitte le Shinsen gumi trois ans avant l'assassinat de Takeda, cela est probablement faux. Cependant, Takeda n'a pas une personnalité attrayante pour l'un ou l'autre sexe. Il évite en grande partie la sale besogne du Shinsen gumi et se concentre sur les flatteries à l'égard de ses supérieurs. Kondō le trouve éduqué et érudit et est impressionné par ses compétences en matière de stratégie et de médecine, mais d'évidence son opinion sur Takeda évolue. La décision de Takeda de rejoindre Satsuma est probablement moins motivée par des aspirations politiques que par la cupidité. Contrairement à Itō, il n'a pas le charisme pour réussir à créer un groupe séparatiste et est connu comme un scélérat assez pathétique. Le mémorial de Takeda Kanryūsai se trouve au cimetière Shinsen gumi à Kitaku Takinogawa 7-chōme.
Nobuhiro Watsuki, l'auteur de Rurouni Kenshin, cite Takeda Kanryūsai comme inspiration pour un personnage du nom de Takeda Kanryū, qui apparaît pendant quelques chapitres du manga, ainsi que dans la série télévisée du même nom.

## Source de la traduction
- (en) Cet article est partiellement ou en totalité issu de l’article de Wikipédia en anglais intitulé « Takeda Kanryūsai » (voir la liste des auteurs).